# Denemo
Denemo（デネモ）は、主にGNU LilyPond用のグラフィカルユーザインタフェース (GUI) を実現する楽譜作成用自由ソフトウェアである。
GTK+ 2.0を使い、Linux、WindowsとmacOS上で動作する（macOS版の移植は別のグループが行っており、MacPorts (en) の一部として配布されている）。

## 特徴
Denemoは出版用の記譜を容易にし、楽譜作成ソフトウェアGNU LilyPondでの植字用の記法を素早く実現する。楽譜はPCのキーボードでタイプするか、MIDI ポートから入力するか、サウンドカードにマイクロフォンを接続して演奏する事で記録できる。Denemoは効率的に記譜し編集できるかたちで楽譜を表示するだけである。Denemo自体が楽譜を製版するわけではなく、LilyPondのGUIだと言える。
また、ユーザがCsoundを通して音を直接出力できる再生ユーティリティも持つ。内部サンプラを使用して演奏する他に、JACK/MIDI クライアントとして振舞うことも可能である。
教育目的の用法として、音を鳴らしての音階テストを行うことができる。

## 機能
Denemoは楽譜の全体または一部を
- LilyPond ファイル形式（拡張子 .ly）
- PDF文書
- MIDI
- ABC記譜法
- PNG画像

などのファイル形式で出力する事ができる。
Denemoはキーボード中心主義的に設計され、全ての記譜機能をキーボードショートカットを通じて使用できるようになっている。これは、コンピュータミュージックの記譜はキーボードのみを使用したほうがキーボードとマウスを併用するよりも素早く行なう事ができる、という設計哲学からきている。ただし、全ての操作はマウスでも行なう事ができ、キーボードショートカットは機能を呼び出すメニューアイテムを用いることで定義できる。